# 이삭 티칭

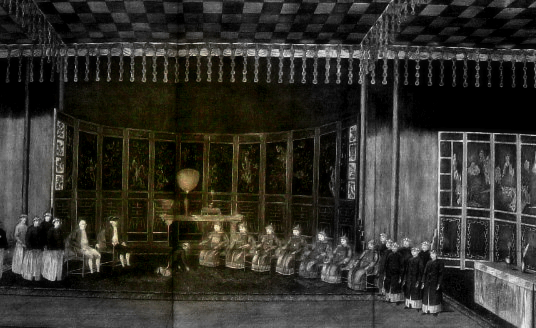
Illustration depicting the last European delegation to be received at the Qianlong Emperor's court in 1795. Isaac Titsingh seated on the far left of the picture (wearing a hat) and Andreas Everardus van Braam Houckgeest seated to his right.

이삭 티칭(네덜란드어: Isaac Titsingh, 1745년 12월 19일 ~ 1812년 12월 18일)은 네덜란드의 외교관, 역사학자, 일본학자, 상인이다. 동아시아에서의 오랜 경력 도중 티칭은 네덜란드 동인도 회사의 고위 관리였다. 그는 에도를 두 번 방문하여 쇼군과 막부 고위 관리들을 만나면서 독점적인 공식적 만남을 가지며 유럽 무역 기업을 대표했다.
티칭은 1795년 건륭제를 만났는데 그때 보인 태도가 1793년 건륭제가 접견한 매카트니 사절단의 태도와 상반되는 것으로 잘 알려져 있다. 매카트니 사절단의 대표인 제1대 매카트니 백작 조지 매카트니는 영국이 청나라와 대등하다는 관점에서 삼궤구고두례를 거부했지만 티칭은 삼궤구고두례를 했고 건륭제는 선물을 많이 줬다.